# Alphonse Jenn
Alphonse Jenn, né le 12 mars 1916 à Bourbach-le-Bas et décédé le 17 mai 1996 à Ferrette, est un homme politique français.

## Biographie
En 1944, il est un Malgré-nous.